# BYE BYE (单曲)
《BYE BYE》是日本摇滚乐队SHISHAMO的第6张单曲，于2017年8月2日发行。

## 简介
2017年6月5日，SHISHAMO宣布了新单曲《BYE BYE》将要在8月2日发行，这是继2月发布专辑《SHISHAMO 4》之后的第一张作品。SHISHAMO自2014年的《你与夏季音乐节》以来，每年夏季都会发行一张单曲。而今年的主题是“炫酷的SHISHAMO”。乐队在《BYE BYE》这首歌曲的编曲中加入了钢琴伴奏，配合低沉的贝司声线和快速的吉他切音，使乐曲带有渐进的爵士放克特色。
本张单曲中，《BYE BYE》在6月3日SHISHAMO举办的2017春季巡回仙台站中首次演出，之后确定成为Benesse中学补习讲座“难以打发的夏季”广告歌，6月15日先行在FM802的节目中公开。而B面曲《笑容的魔法》则是为了富士电视台《唤醒周六》节目而写的主题曲，在4月1日起开始在节目中使用。CD唱片的封面依然由主唱宫崎绘画。
7月25日《BYE BYE》的MV公开，本作MV由曾执导《夏季的恋人》MV的番場秀一继续担任导演。乐队在MV的拍摄现场全程实际演奏，也借此最大化展现“酷”这个主题。
8月2日与本张单曲一同发售的还有SHISHAMO2017春季巡回日本武道馆站的现场影像《明天在地铁里擦肩而过的，是魔法般的恋爱》。

## 发行
《BYE BYE》于2017年8月2日发行。
- 普通盘（商品编号：UPCM-1416）

## 收录
| CD       | CD             | CD                                                                        | CD   |
| 曲序     | 曲目           | 备注                                                                      | 时长 |
| -------- | -------------- | ------------------------------------------------------------------------- | ---- |
| 1.       | BYE BYE        | Benesse中学补习讲座“难以打发的夏季”广告歌                                 | 4:24 |
| 2.       | （笑容的魔法） | 富士电视台《唤醒周六》节目主题曲 神奈川电视台《Fight!川崎前锋》节目结尾曲 | 3:52 |
| 总时长： | 总时长：       | 总时长：                                                                  | 8:16 |